# ناتان (لاعب كرة قدم)
ناتان هو لاعب كرة قدم برازيلي في مركز الوسط، ولد في 23 يناير 1993 في Três de Maio ‏ في البرازيل. لعب مع جمعية أرابيراكا الرياضية وجمعية بورتوغيزا الرياضية وغريميو بورتو أليغرينزي ونادي بوا إيسبورت.

## وصلات خارجية
- ناتان (لاعب كرة قدم) على موقع قاعدة بيانات كرة القدم.إي يو (الإنجليزية)
- ناتان (لاعب كرة قدم) على موقع Soccerway.com (الإنجليزية)